# Volga Iñiguez
Volga Iñiguez Rojas es una Bióloga molecular boliviana.
Iñiguez realizó sus estudios en la Universidad Mayor de San Andrés, cuenta con el grado de Doctora.

## Trayectoria profesional
En 1979, tras la vuelta a la democracia en Bolivia, el Instituto de Genética pasó a depender de la Facultad de medicina de la Universidad Mayor de San Andrés, incorporándose a Iñiguez como parte del grupo de profesionales a cargo, aunque fue posteriormente transferida a la carrera de Biología.
En 2010 estuvo a cargo de la Unidad de Enteropatógenos dependiente del Instituto de Biología molecular de la carrera de Biología.

## Premios y reconocimientos
En 2017 recibió una condecoración de parte de la Universidad Mayor de San Andrés, por ser una de las siete autoras más referenciadas  a nivel internacional.